# Patrick Monahan
Patrick "Pat" Monahan (født 28. februar 1969) er forsanger og sangskriver i det grammy-vindende band, Train. Han har også haft succes som solokunstner og har arbejdet sammen med andre musikere. Monahan kan spille akustisk guitar, mandolin, percussion, saxofon, fløjte, elektrisk violin, klarinet, trompet og basun.
Monahan blev født i Erie, Pennsylvania. Han har været gift to gange, nu med Amber Petersen. Han udgav sit første soloalbum, Last of Seven, 18. september 2007, hvilket blev fulgt op med en USA-turne. Hans første single, "Her Eyes", udkom i juli 2007 og kom i top 10. Hans anden single var "Two Ways to Say Goodbye".